# Javra tenebrosa
Javra tenebrosa är en stekelart som först beskrevs av Carl Gustav Alexander Brischke 1881.  Javra tenebrosa ingår i släktet Javra och familjen brokparasitsteklar. Inga underarter finns listade i Catalogue of Life.